# Contea di Jo Daviess
La contea di Jo Daviess (in inglese Jo Daviess County) è una contea dello Stato dell'Illinois, negli Stati Uniti. La popolazione al censimento del 2000 era di 22 289 abitanti. Il capoluogo di contea è Galena.